# Piszczaty-Piotrowięta
Piszczaty-Piotrowięta – wieś w Polsce położona w województwie podlaskim, w powiecie wysokomazowieckim, w gminie Kobylin-Borzymy.
Wierni kościoła rzymskokatolickiego należą do parafii Matki Boskiej Szkaplerznej w Starych Wnorach.

## Historia
Miejscowość założona prawdopodobnie na początku XV w., wymieniona w dokumencie z roku 1444.
W I Rzeczypospolitej Piszczaty-Piotrowięta należały do ziemi bielskiej.
W roku 1827 było tu 13 domów i 53 mieszkańców. Pod koniec XIX w. Słownik geograficzny Królestwa Polskiego informuje: Piszczaty, wieś szlachecka nad rzeką Śliną, powiat mazowiecki, gmina Piszczaty, parafia Kobylin. Urząd gminy w Kobylinie-Borzymach.
W 1921 r. we wsi 17 budynków z przeznaczeniem mieszkalnym oraz 117 mieszkańców (58 mężczyzn i 59 kobiet). Wszyscy podali narodowość polską.
W latach 1960-1972 wieś była siedzibą gromady Piszczaty-Piotrowięta. W latach 1975–1998 miejscowość administracyjnie należała do województwa łomżyńskiego.

## Obiekty zabytkowe
- krzyż przydrożny, żeliwny, ażurowy z 1881 r., wystawiony przez Sylwestra Jaworowskiego[10]